# Chris Iwelumo
Christopher Robert Iwelumo (Coatbridge, Escocia, 1 de agosto de 1978), exfutbolista escocés, de origen nigeriano. Jugó de delantero y su último equipo fue el Chester F. C. de la Football League One de Inglaterra.

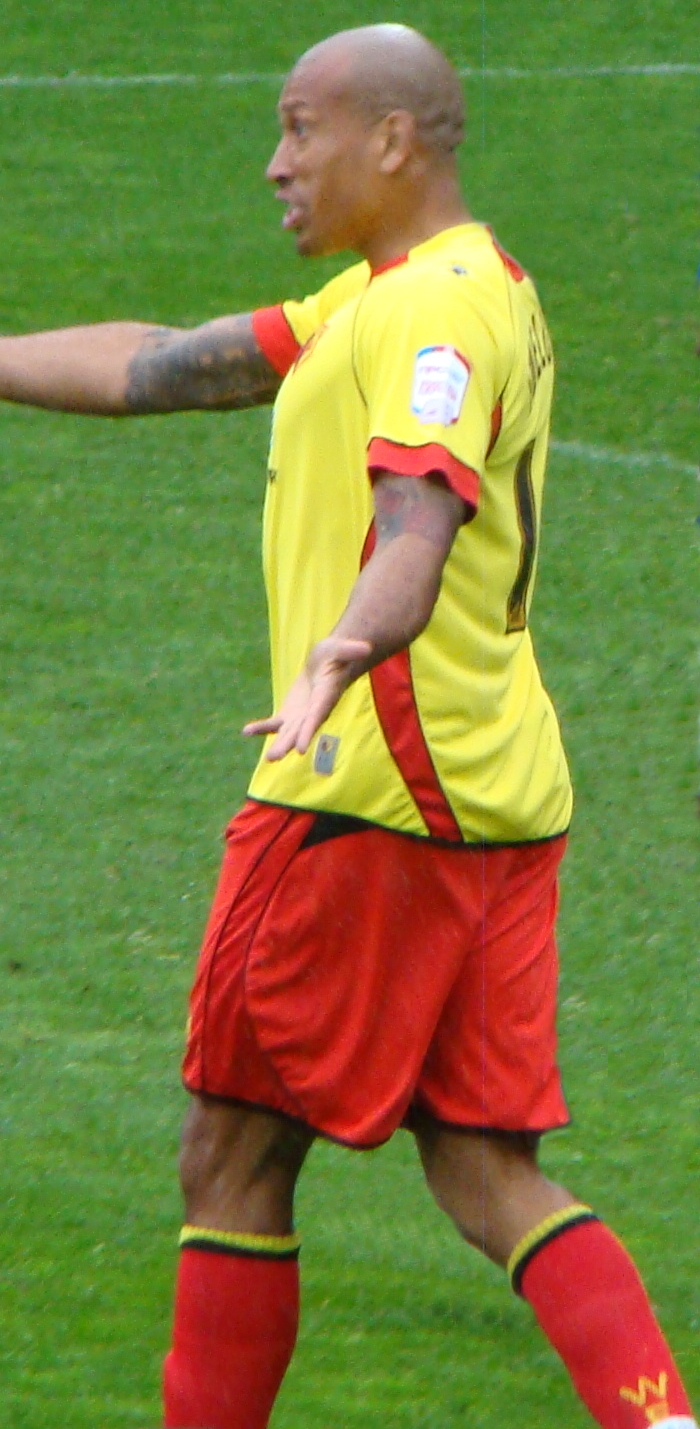
Iwelumo jugando para Watford en 2012

## Selección nacional
Ha sido internacional con la Selección de fútbol de Escocia, ha jugado 4 partidos internacionales.

## Clubes
| Club                    | País       | Año       |
| ----------------------- | ---------- | --------- |
| St. Mirren F. C.        | Escocia    | 1996-1998 |
| Aarhus Fremad           | Dinamarca  | 1998-2000 |
| Stoke City              | Inglaterra | 2000      |
| York City               | Inglaterra | 2000-2001 |
| Cheltenham Town         | Inglaterra | 2001      |
| Stoke City              | Inglaterra | 2001-2004 |
| Brighton & Hove Albion  | Inglaterra | 2004      |
| Alemannia Aachen        | Alemania   | 2004-2005 |
| Colchester United       | Inglaterra | 2005-2007 |
| Charlton Athletic       | Inglaterra | 2007-2008 |
| Wolverhampton Wanderers | Inglaterra | 2008-2010 |
| Bristol City            | Inglaterra | 2010      |
| Wolverhampton Wanderers | Inglaterra | 2010      |
| Burnley F. C.           | Inglaterra | 2010-2011 |
| Watford F. C.           | Inglaterra | 2011-2012 |
| Notts County            | Inglaterra | 2012-2013 |
| Oldham Athletic         | Inglaterra | 2013-2014 |
| St. Johnstone F. C.     | Escocia    | 2014      |
| Chester F. C.           | Inglaterra | 2014      |

## Palmarés

### Campeonatos nacionales
| Título                       | Club                    | País       | Año  |
| ---------------------------- | ----------------------- | ---------- | ---- |
| Football League Championship | Wolverhampton Wanderers | Inglaterra | 2009 |
| Copa de Escocia              | St. Johnstone F. C.     | Escocia    | 2014 |